# 涅夫捷恰拉區
涅夫捷恰拉區是阿塞拜疆的一個區，位於該國東南部，東臨裡海。庫拉河在本區流入裡海。面積約1,574平方公里，人口75,500人。首府涅夫捷恰拉。
1940年建區。語出波斯語“‎”，是「油坑」的意思。